# Futbol als Jocs Olímpics d'estiu de 1912
Als Jocs Olímpics de 1912 celebrats a la ciutat d'Estocolm es realitzà una competició de futbol en categoria masculina entre els dies 29 de juny i 5 de juliol. Els partits es disputaren entre els camps del Tranebergs Idrottsplats, el Råsunda IP i l'Estadi Olímpic d'Estocolm, on es jugà la final.

## Nacions participants

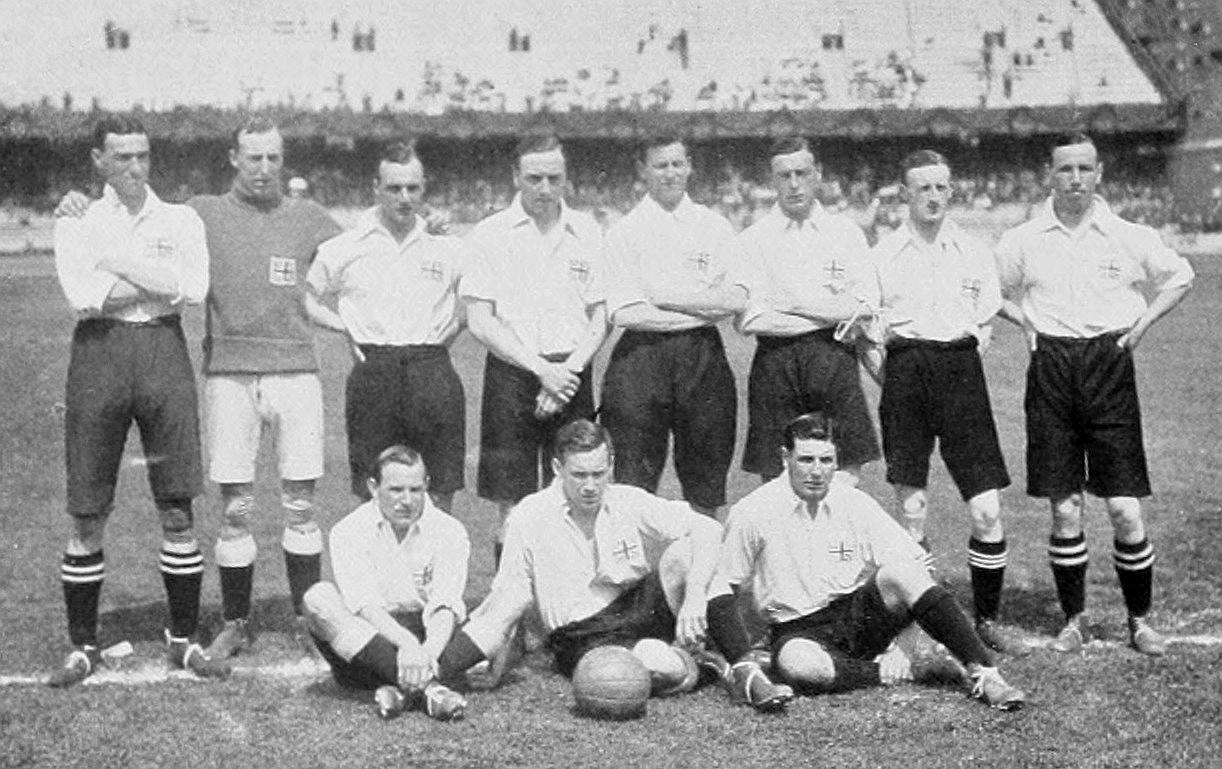
Selecció britànica de futbol.

En la competició de futbol hi participaren 166 futbolistes d'11 nacions diferents:
| - Àustria - Dinamarca - Finlàndia - Hongria - Imperi Alemany - Itàlia | - Imperi Rus - Noruega - Països Baixos - Regne Unit - Suècia |  |

## Seus

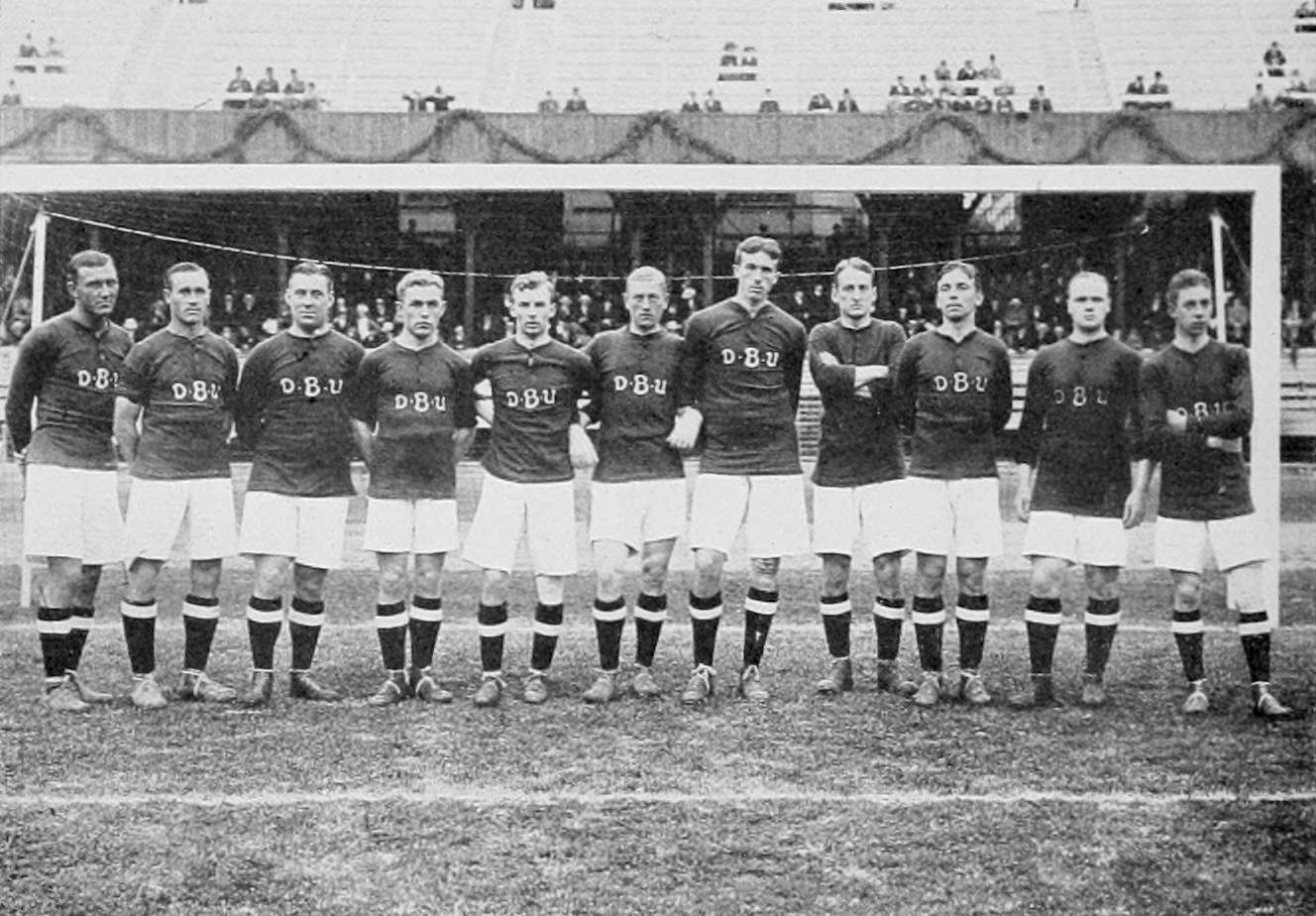
Selecció de Dinamarca.

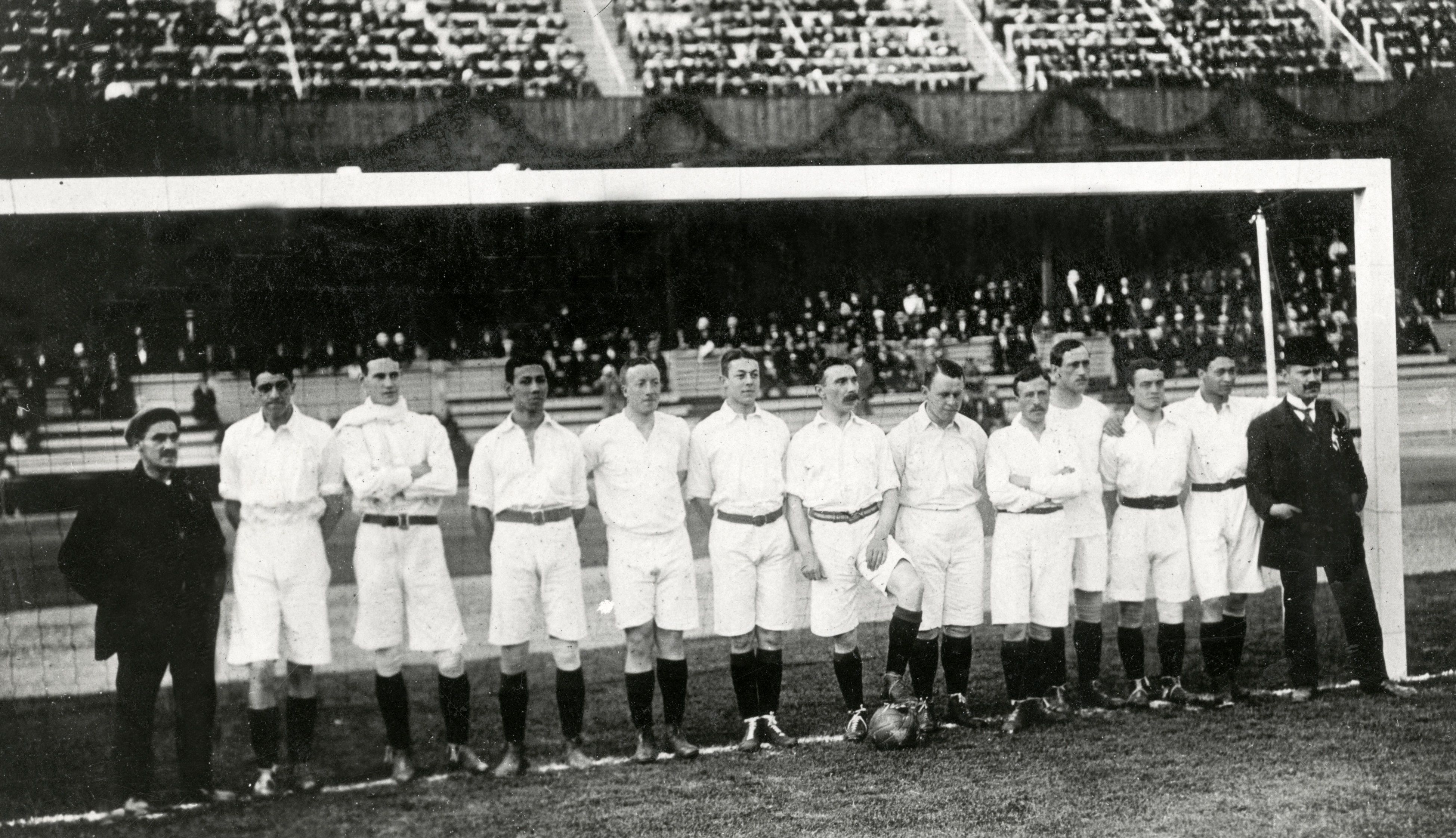
Selecció dels Països Baixos.

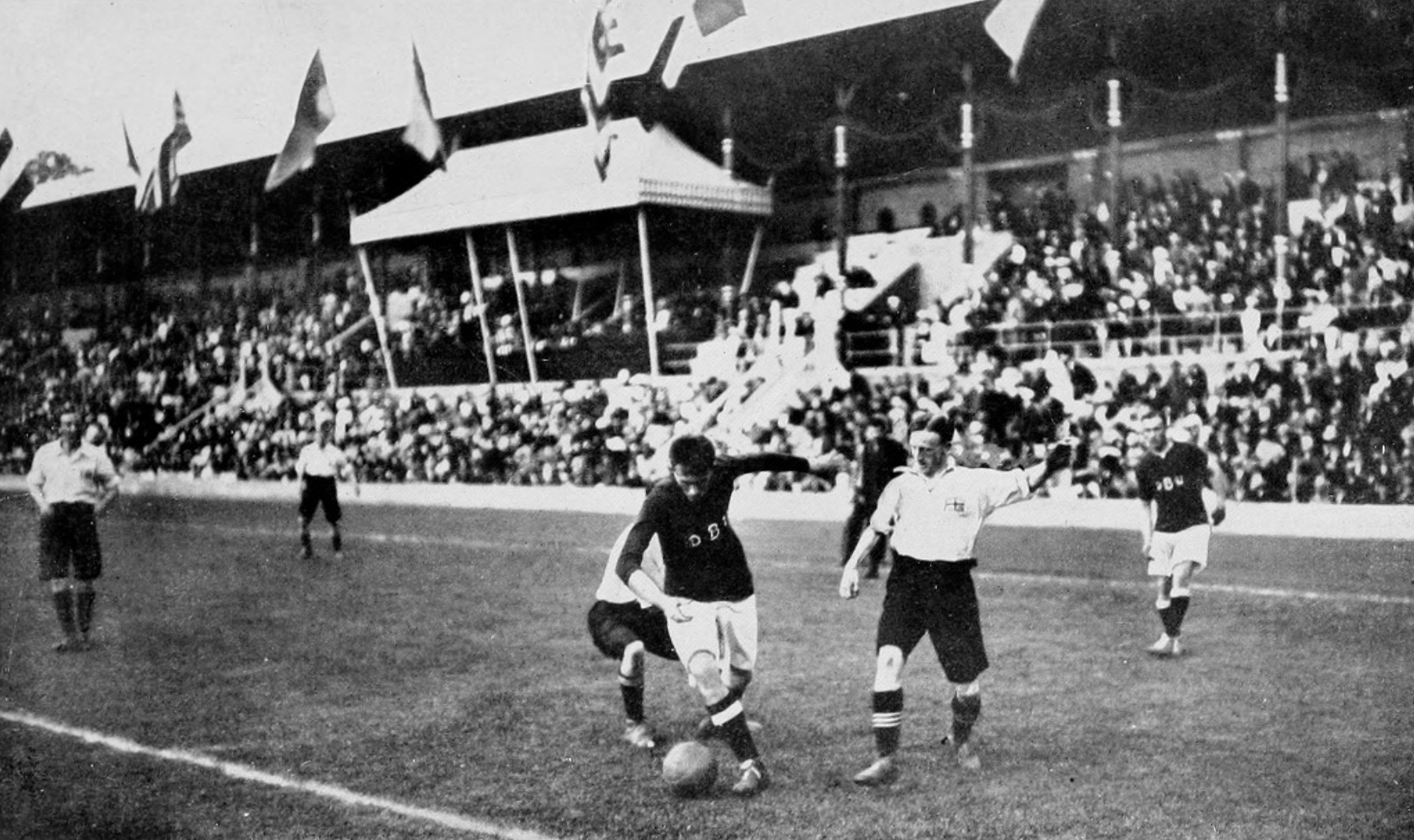
La final: el capità danès Nils Middelboe (samarreta fosca) contra dos rivals

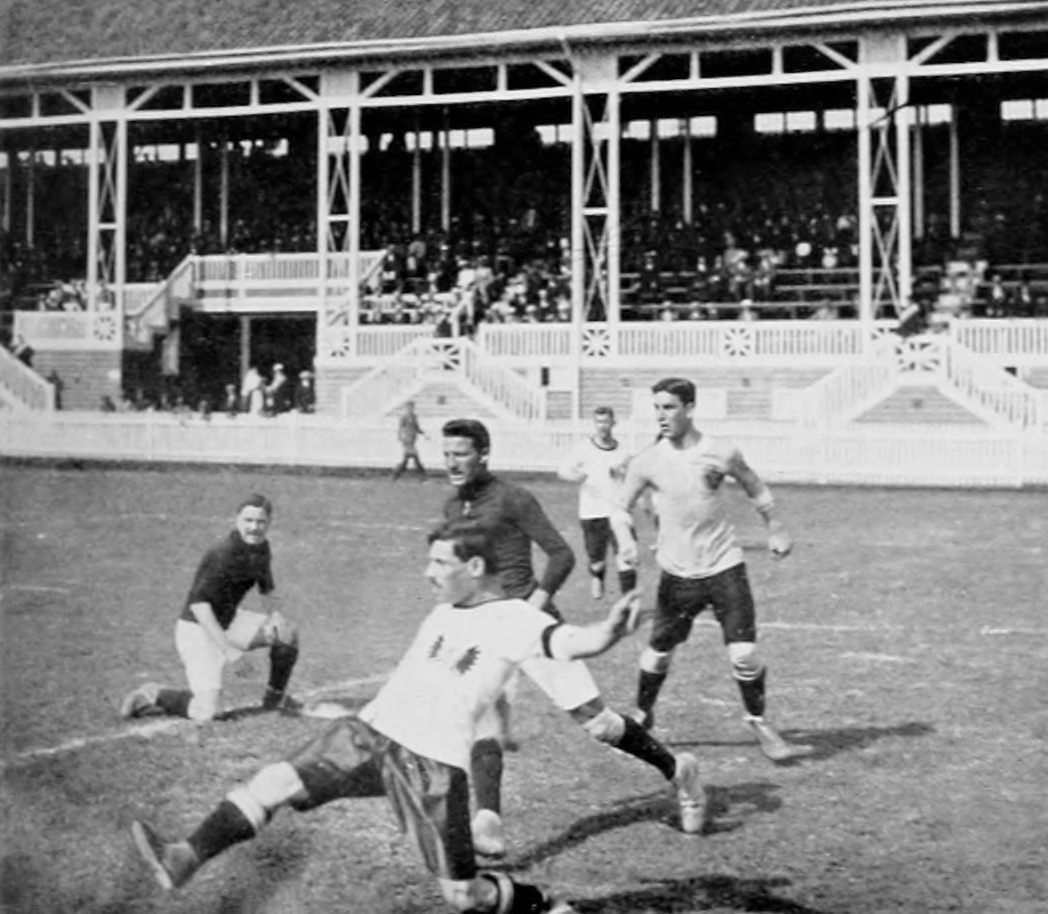
Àustria contra Alemanya, primera ronda, 5:1

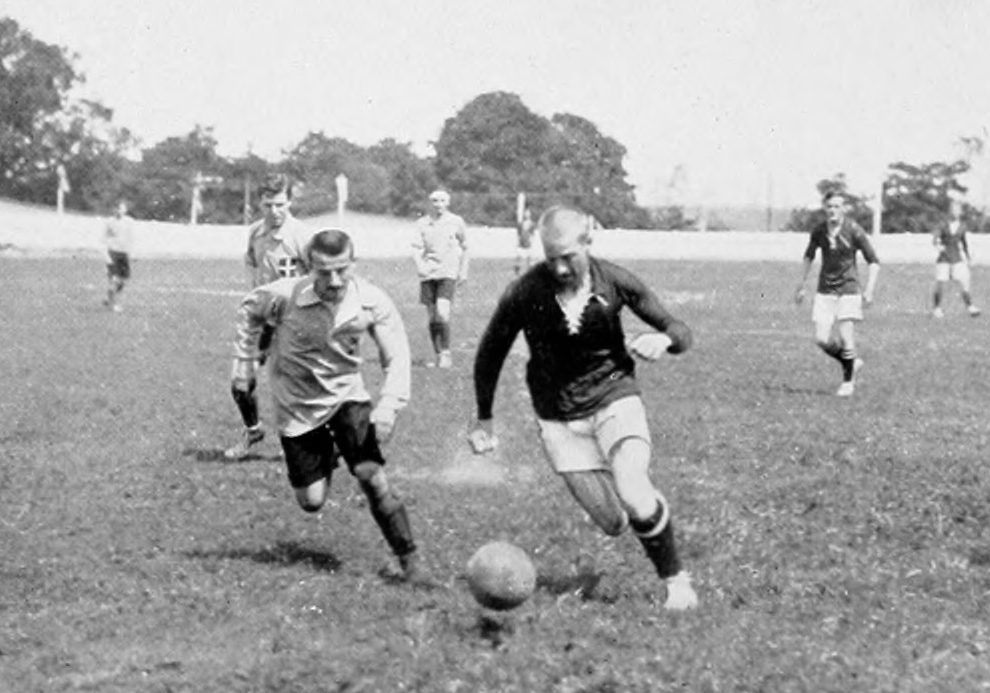
Finlàndia contra Itàlia, primera ronda, 3:2

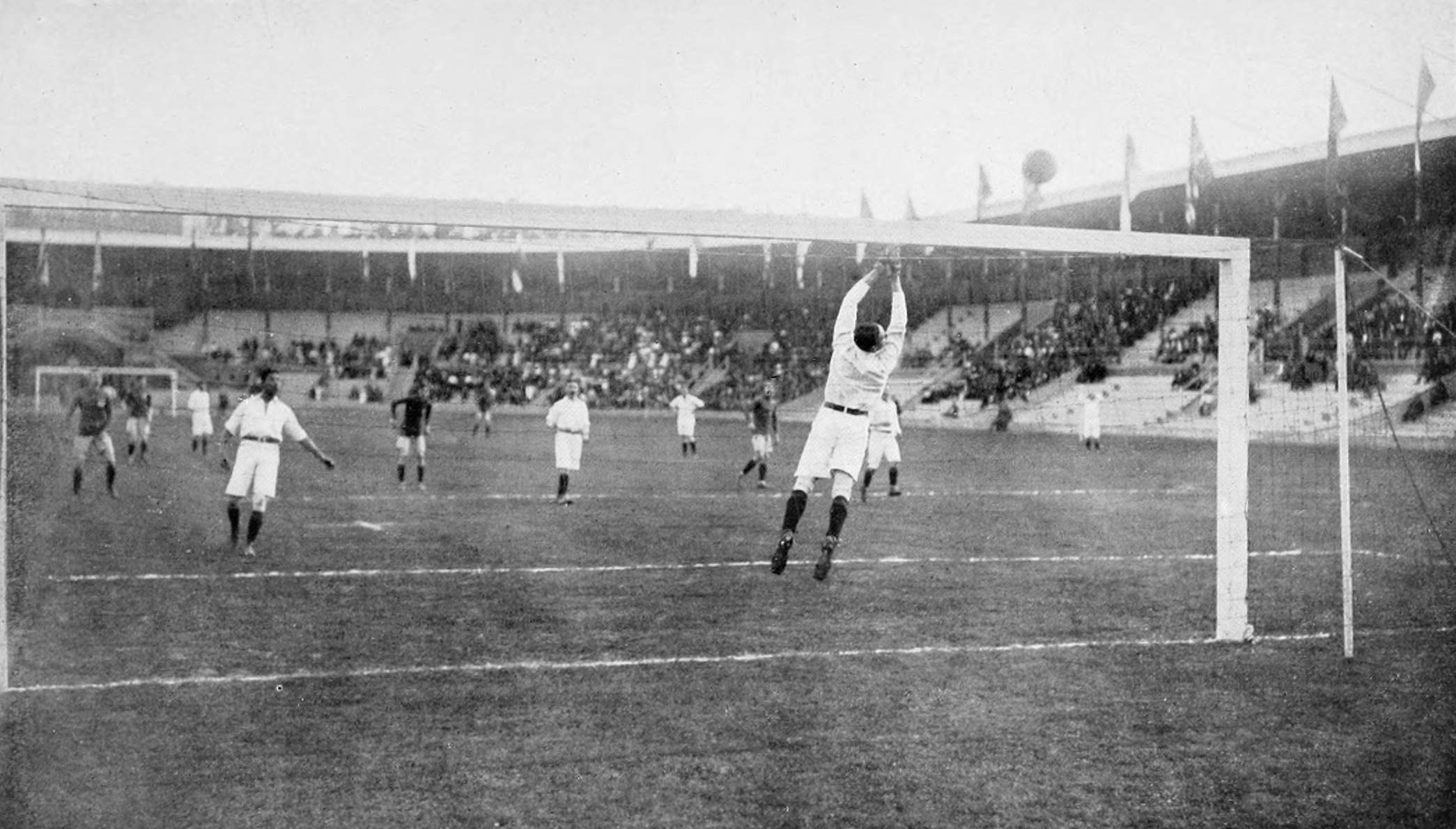
Els Països Baixos contra Suècia, primera ronda, 4:3

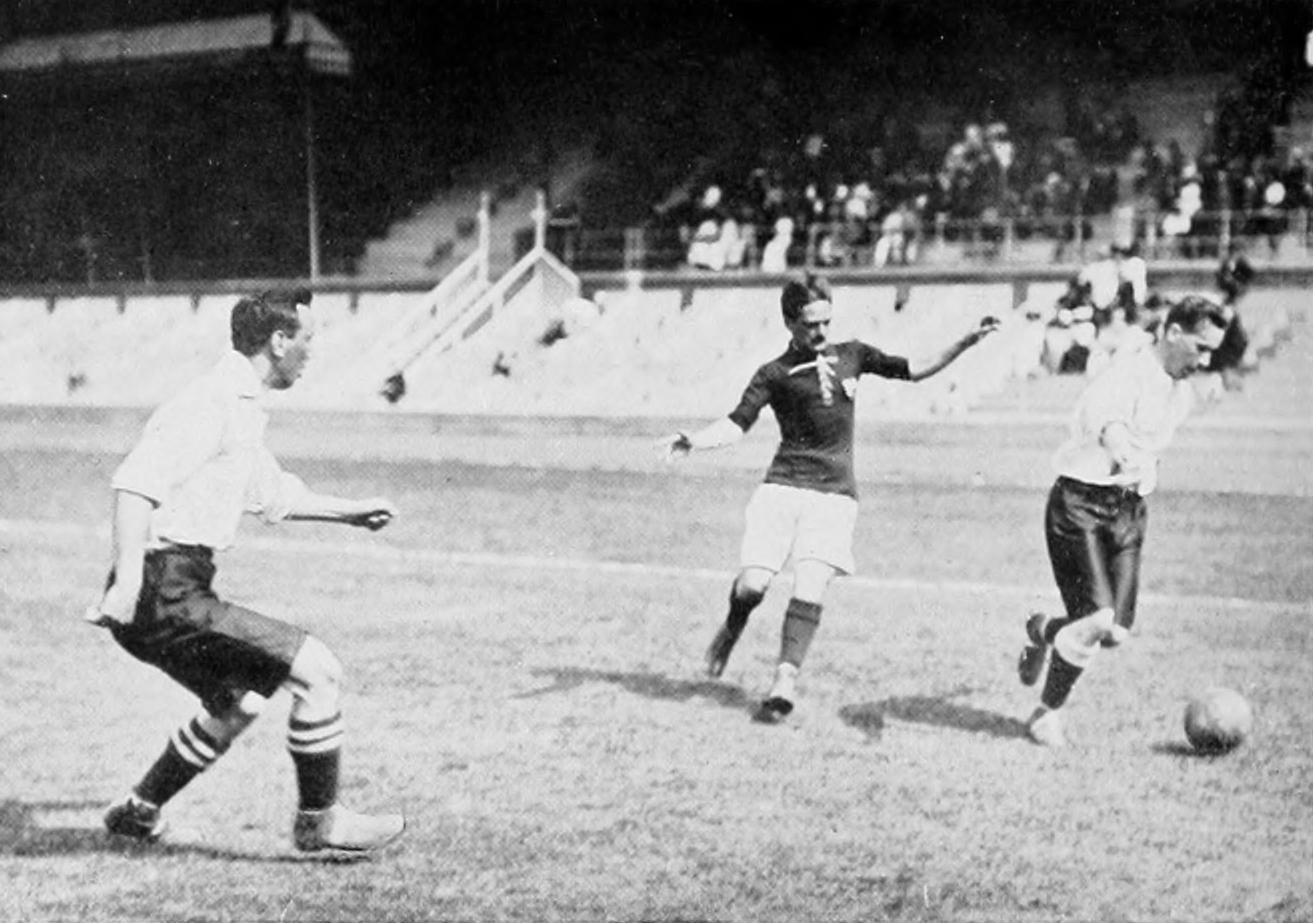
El Regne Unit contra Hongria, segona ronda, 7:0

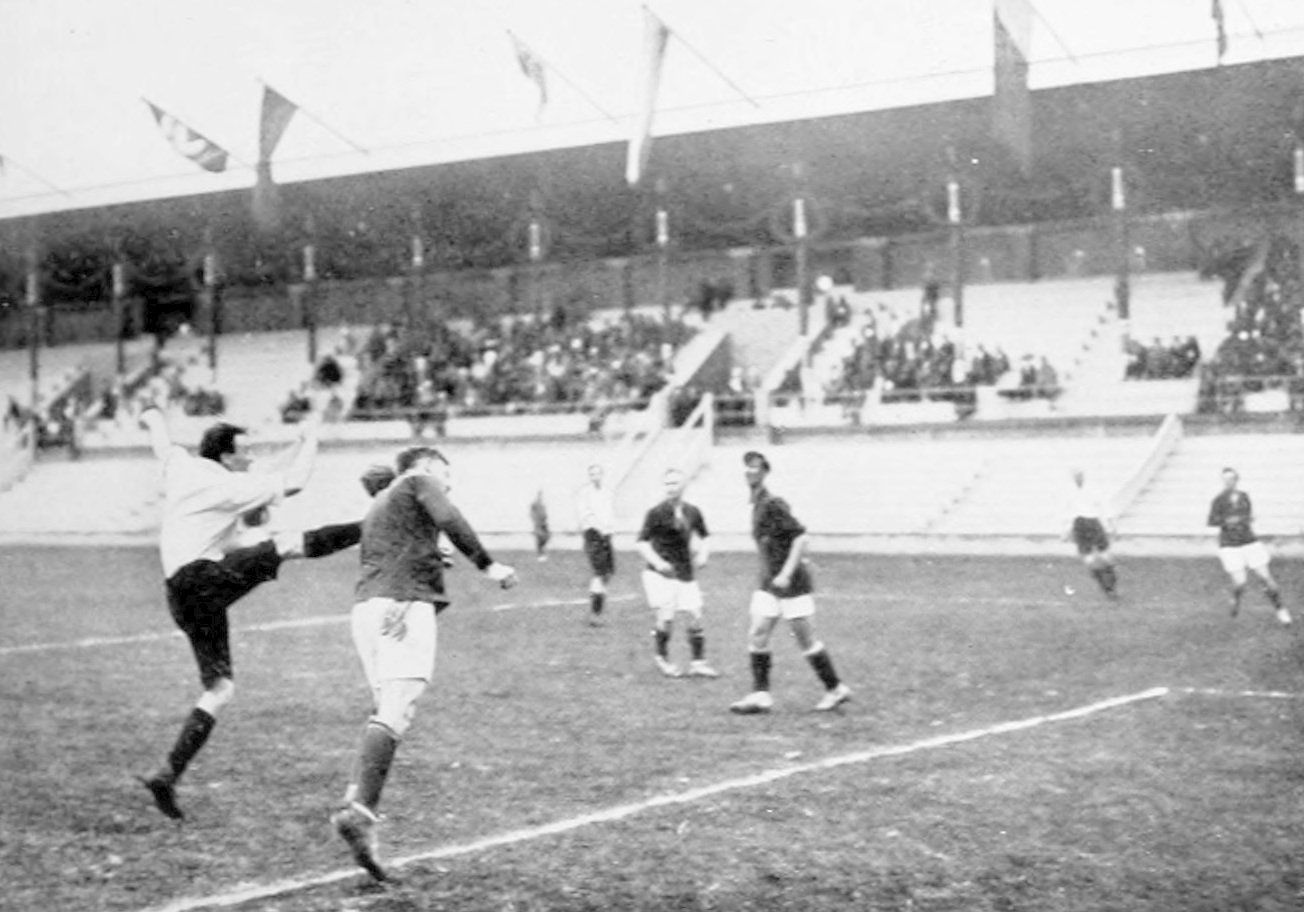
Finlàndia contra el Regne Unit, semifinals, 0:4

| Estadi Olímpic d'Estocolm                                                                                   | Tranebergs Idrottsplats | Råsunda IP             |
| Capacitat: 33,000                                                                                           | Capacitat: desconeguda  | Capacitat: desconeguda |
| |                         |                        |
| Estadi Olímpic d'EstocolmTranebergs IdrottsplatsRåsunda IPFutbol als Jocs Olímpics d'estiu de 1912 (Suècia) |                         |                        |

## Resum de medalles
| Prova          | Or | Argent | Bronze |
| Futbol masculí | Regne Unit Arthur Berry · Ronald Brebner · Thomas Burn · Joseph Dines · Edward Hanney · Gordon Hoare · Arthur Knight · Henry Littlewort · Douglas McWhirter · Ivan Sharpe · Harold Stamper · Harold Walden · Vivian Woodward · Gordon Wright | Dinamarca Paul Berth · Charles Buchwald · Hjalmar Christoffersen · Harald Hansen · Sophus Hansen · Emil Jørgensen · Ivar Lykke · Nils Middelboe · Oskar Nielsen · Poul Nielsen · Sophus Nielsen · Anthon Olsen · Axel Petersen · Axel Thufason · Vilhelm Wolfhagen | Països Baixos Piet Bouman · Joop Boutmy · Nico Bouvy · Huug de Groot · Bok de Korver · Nico de Wolf · Constant Feith · Ge Fortgens · Just Göbel · Dirk Lotsy · Caesar ten Cate · Jan van Breda Kolff · Jan van der Sluis · Jan Vos · David Wijnveldt |

## Medaller
| Posició | País          | Or | Argent | Bronze | Total |
| 1       | Regne Unit    | 1  | 0      | 0      | 1     |
| 2       | Dinamarca     | 0  | 1      | 0      | 1     |
| 3       | Països Baixos | 0  | 0      | 1      | 1     |

## Resultats

### Primera ronda
| Itàlia                       | 2 - 3 | Finlàndia                                  |
| ---------------------------- | ----- | ------------------------------------------ |
| Bontadini (10'), Sardi (25') |       | Öhman (2'), E. Soinio (40'), Wiberg (105') |

| Àustria                                                        | 5 - 1 | Imperi Alemany |
| -------------------------------------------------------------- | ----- | -------------- |
| Merz (75', 81'), Studnicka (58'), Neubauer (62'), Cimera (89') |       | Jäger (35')    |

| Països Baixos                    | 4 - 3 | Suècia                                     |
| -------------------------------- | ----- | ------------------------------------------ |
| Bouvy (28', 52'), Vos (43', 91') |       | Swensson (3', 80'), E. Börjesson (62' pen) |

### Segona ronda
| Finlàndia                 | 2 - 1 | Rússia        |
| ------------------------- | ----- | ------------- |
| Wiberg (30'), Öhman (80') |       | Butusov (72') |

| Regne Unit                                            | 7 - 0 | Hongria |
| ----------------------------------------------------- | ----- | ------- |
| Walden (21', 23', 49', 53', 55', 85'), Woodward (45') |       | -       |

| Dinamarca                                                               | 7 - 0 | Noruega |
| ----------------------------------------------------------------------- | ----- | ------- |
| Olsen (4', 70', 88'), S. Nielsen (60', 85'), Wolfhagen (25'), Middelboe |       | -       |

| Països Baixos                         | 3 - 1 | Àustria      |
| ------------------------------------- | ----- | ------------ |
| Bouvy (8'), ten Cate (12'), Vos (30') |       | Müller (41') |

### Semifinals
| Regne Unit                                        | 4 - 0 | Finlàndia |
| ------------------------------------------------- | ----- | --------- |
| Walden (7', 77'), Holopainen (2'), Woodward (82') |       | -         |

| Dinamarca                                          | 4 - 1 | Països Baixos   |
| -------------------------------------------------- | ----- | --------------- |
| Olsen (14', 87'), Jørgensen (7'), P. Nielsen (37') |       | H. Hansen (85') |

### Medalla de bronze
| Països Baixos                                                                | 9 - 0 | Finlàndia |
| ---------------------------------------------------------------------------- | ----- | --------- |
| Vos (29', 43', 46', 74', 78'), van der Sluis (24', 57'), de Groot (28', 86') |       | -         |

### Final
| Regne Unit                                  | 4 - 2 | Dinamarca        |
| ------------------------------------------- | ----- | ---------------- |
| Hoare (22', 41'), Walden (10'), Berry (43') |       | Olsen (27', 81') |